# Filippa Angeldahl
Ingrid Filippa Angeldahl ( PRONÚNCIA; Uppsala, 14 de julho de 1997) é uma futebolista sueca que atua como meio-campista. Atualmente joga pelo Real Madrid, e integra a Seleção Sueca de Futebol Feminino desde 2018.

## Carreira
As atuações de Angeldahl no Hammarby lhe renderam o prêmio Damallsvenskan de Jogadora Mais Valiosa de 2017. Pouco depois, ela foi transferida para o campeão da Liga, o Linköpings FC. Em 2 de setembro de 2021, foi anunciado que havia assinado um contrato de dois anos com a opção de mais um ano com o Manchester City.
Integrou a  Seleção Sueca de Futebol Feminino na Copa do Mundo de Futebol Feminino de 2023, tendo a Suécia ficado em 3.º lugar, e conquistado a medalha de bronze.

## Clubes
Jogou por vários clubes: 
- Sirius (2013)
- AIK (2014–2015)
- Hammarby IF (2016–2017)
- Linköpings FC (2018–2019)
- BK Häcken (2020–2021)
- Manchester City (2021-)

## Títulos
Filippa Angeldahl conquistou vários títulos durante a sua carreira desportiva: 
- Jogos Olímpicos – Futebol feminino -  2020
- Copa do Mundo de Futebol Feminino -  2023
- Campeonato Sueco de Futebol Feminino -  2020
- Copa da Suécia de Futebol Feminino –  2020/2021
- Campeonato Europeu de Futebol Feminino Sub-19 –  2014/2015
- Algarve Cup –  2018,  2020
- FA Women's League Cup – 2021/2022